# محمد بن علي الخروبي
محمد بن علي الخروبي من علماء المالكية والصوفية وفق منهج أهل السنة والجماعة، ولد بالعاصمة الليبية طرابلس، نشأ وتعلم فيها، وهو من تلاميذ يحي العيدلي وأحمد زروق، من مؤلفاته: مزيل اللبس عن أدب وأسرار القواعد الخمس، وله أيضًا كفاية المريد وشرح تصلية القطب ابن مشيش ورسالة ذي الإلاس إلى خواص أهل مدينة فاس وغير ذلك. وكان الشيخ سيدي أبو محمد الهبطي إذا ذكره يثني عليه بالخير. وممن أخذ عنه أبو الحسن الأغصاوي. وقد التقي مشايخ وأخذ عنهم. ورد على أهل فاس مرتين، الأولى في أيام السلطان أبي عبد الله محمد الشريف سنة تسع وخمسين في معرض الرسالة عن السلطان التركماني أبي الربيع سليمان شاه صاحب القسطنطينية، وقد ورد أنه كان فصيح العبارة غزير المعرفة كبير الشأن. توفي سنة 963هـ بالجزائر.

## مؤلفاته
قام «محمد بن علي الخروبي»، وهو أحد تلاميذ سيدي يحي العيدلي في زاوية سيدي يحي العيدلي، بشرح «وظيفة سيدي يحي العيدلي» التي يروى أنه أوصى أولاده وطلابه ومحبيه بقراءتها بعد صلاة الصبح ·  ·  · .